# Cleópatra (2007)
Cleópatra é um filme de drama biográfico brasileiro de 2008 dirigido por Júlio Bressanea partir de um roteiro escrito pelo diretor em colaboração com Rosa Dias. Estrelado por Alessandra Negrini, o filme conta a história de Cleópatra em suas facetas mais íntimas e humanas, bem como os artifícios que a tornaram uma das figuras femininas mais emblemáticas da Antiguidade. Conta ainda com Miguel Falabella e Bruno Garcia no elenco principal.
Cleópatra teve sua première mundial em 1 de setembro de 2007 no Festival de Veneza, na Itália, e foi lançado comercialmente no Brasil em 23 de maio de 2008 pela Riofilme. O filme gerou controvérsias e foi recebido de forma mista pela crítica especializada. Foi considerado o filme mais polêmico de Bressane, mas recebeu elogios pela abordagem singular à figura histórica da rainha egípcia. Comercialmente, o filme não foi um êxito, sendo assistido por cerca de 7 mil pessoas e tendo uma receita de R$ 45 mil.
A performance de Negrini como a rainha egípcia também gerou controvérsias. Ela recebeu o Candango de Melhor Atriz no Festival de Brasília, o qual foi recebido sob vaias do público. No entanto, a crítica considerou uma de suas atuações mais viscerais. Negrini também conquistou indicações como Melhor Atriz no Prêmio Guarani de Cinema, premiação da crítica cinematográfica, e no Prêmio Contigo! de Cinema.

## Premissa
O filme explora as facetas mais íntimas e humanas de Cleópatra, vivida por Alessandra Negrini, uma das figuras femininas mais icônicas e enigmáticas da Antiguidade. Muito além do mito construído em torno de sua lendária beleza e charme sedutor, a trama revela sua inteligência aguçada, paixão intensa e notável erudição.
Nascida em uma dinastia marcada por intrigas e disputas pelo poder, Cleópatra era filha de Ptolomeu XII (interpretado por Lúcio Mauro) e desde cedo foi moldada para os desafios da liderança. Preparada tanto para os jogos políticos quanto para a conquista de aliados estratégicos, ela emerge como uma mulher à frente de seu tempo, disposta a usar sua sagacidade e determinação para garantir sua posição em um cenário de instabilidade e transformações no Egito antigo.
O filme oferece um retrato profundo e sensível dessa figura histórica, destacando os contrastes entre sua vida pública e privada, e revelando como sua complexidade pessoal foi essencial para a construção de seu legado.

## Elenco
- Alessandra Negrini como Cleópatra
- Miguel Falabella como Júlio César
- Bruno Garcia como  Marco Antônio
- Taumaturgo Ferreira como Potino
- Heitor Martinez como Otaviano
- Lúcio Mauro como Ptolomeu XII
- Nildo Parente como Sacerdote Karabás
- Josie Antello como Arsínoe III

## Produção

### Concepção
O roteiro de Cleópatra foi concebido pelo cineasta Júlio Bressane, um dos pioneiros do cinema experimental brasileiro, e por sua então esposa, Rosa Dias. O filme retrata a famosa rainha egípcia, que, de origem grega, foi amante de Júlio César (representado por Miguel Falabella) e Marco Antônio (interpretado por Bruno Garcia), além de ser uma habilidosa política e uma mulher de grande sabedoria. Cleópatra chegou a ser associada a divindades como Afrodite e Ísis.
Bressane, que dedicou 15 anos à pesquisa sobre a vida de Cleópatra, explorando obras como as de Plutarco, buscou criar uma iconografia única e exótica, inspirada em moedas e esculturas da época. O cineasta introduz no filme cenas sóbrias de sexo, além de elementos como música contemporânea, danças e mímicas. Ele afirma que a obra visa transmitir a visão que a cultura portuguesa tem sobre o mito de Cleópatra.
Em suas palavras, Cleópatra é um "pequeno filme" que aborda o grande tema da tirania e narra a lenda da rainha através de um imaginário linguístico, repleto de lirismo. Para Bressane, Cleópatra, que teve uma vida marcada por grandes turbulências e optou pelo suicídio em 30 a.C., após subjugar o Império Romano, representa uma mulher "entusiasta, trágica, musical, apaixonada pela razão, intelectual, símbolo da fusão de culturas, uma mistura de loucura e sobriedade, resumindo, um sonho...".

### Escolha do elenco
A ideia inicial de Júlio Bressane era convidar o ator egípcio Omar Sharif (de Doctor Zhivago e Lawrence da Arábia) para participar do elenco. Ele faria o papel de um sacerdote, mas em razão do orçamento apertado, a ideia foi descartada. O personagem foi remanejado para o ator brasileiro Nildo Parente. Em junho de 2005, foram anunciados os nomes de Alessandra Negrini, Miguel Falabella e Bruno Garcia nos papéis principais do filme.

### Filmagens
Os ensaios com os atores começaram três meses antes do início das filmagens. As filmagens foram realizadas ao longo de três semanas e tiveram início em 31 de maio de 2005. As locações aconteceram na cidade do Rio de Janeiro, entre elas o Forte de Copacabana, que foi transformado no rio Nilo, e em estúdio no Parque Laje e Forte da Urca. As gravações foram finalizadas em 20 de junho de 2005.

## Lançamento
O filme teve sua première mundial em 1 de setembro de 2007 durante o Festival Internacional de Cinema de Veneza, na Itália, na sessão intitulada "Veneza Mestres", onde foi recebido com aplausos. No Brasil, foi exibido pela primeira vez no 40° Festival de Cinema de Brasília em 23 de novembro de 2007. Nos Países Baixos, foi exibido em 26 de janeiro de 2008 durante o Festival Internacional de Cinema de Roterdão. Seguiu sua jornada na Europa participando do Festival de Tolouse, na França, em 1 de abril de 2008. Comercialmente, foi lançado nos cinemas do Brasil em 23 de maio de 2008.

## Recepção

### Bilheteria
De acordo com dados da Agênica Nacional do Cinema (Ancine), em seu lançamento comercial, o filme foi distribuído em 5 salas de cinema e obteve um público de 7.241 pessoas, gerando uma receita de R$ 45.116,00.

### Resposta da crítica

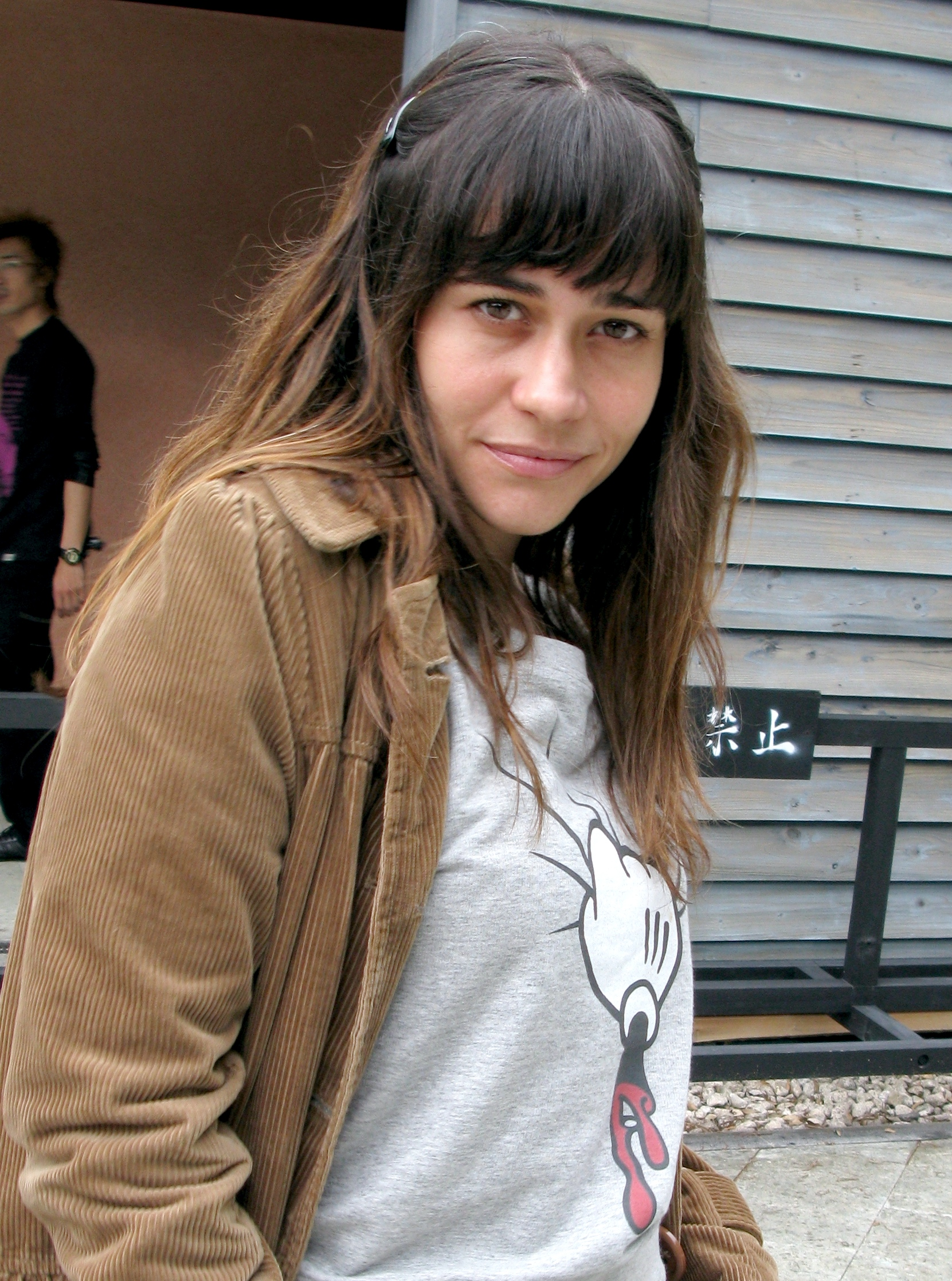
A performance de Alessandra Negrini foi premiada e elogiada pela crítica especializada.

Em sua estreia, Cleópatra dividiu opiniões entre a crítica especializada. O filme rapidamente ganhou repercussão por abordar, de forma ousada, a trajetória de um dos ícones da história antiga à brasileira. Para a Folha de S.Paulo, José Geraldo Couto escreveu que a produção é "provavelmente o grande filme do 40º Festival de Cinema de Brasília".  Foi considerado o mais polêmico da carreira do cineasta Júlio Bressane, que já havia levado ao cinema histórias de figuras como António Viera, São Jerônimo e o filósofo Nietzsche. A obra trouxe uma abordagem singular à figura histórica da rainha egípcia, apresentando uma narrativa em português com um sotaque marcante. Com atuações que remetiam a um estilo teatral e uma trilha sonora que incluiu clássicos como Dalva de Oliveira interpretando Lupicínio Rodrigues, o longa dividiu opiniões entre críticos e espectadores.
As filmagens recriaram o Egito no cenário carioca, conferindo ao filme um tom sério, mas sem evitar que momentos inusitados gerassem risos espontâneos do público. Um exemplo notável é a atuação de Bruno Garcia como Marco Antônio, marcada por contorcionismos evidentes para evitar cenas de nudez explícita. Apesar das críticas, o longa ofereceu momentos fascinantes para quem se dispôs a compreender a proposta ousada de Bressane. Alessandra Negrini, que recebeu o prêmio de Melhor Atriz no 40º Festival de Brasília sob vaias do público, entregou uma performance elogiada, ao contrário de Bruno Garcia, que enfrentou dificuldades em sua interpretação. Miguel Falabella, por sua vez, surpreendeu positivamente no papel de Júlio César.
Francis Vogner, do site Revista Cinética, escreveu que a força do filme Cleópatra, de Júlio Bressane, reside em um rigor estético que transcende a mera composição de imagens belas, os temas consagrados ou a assinatura autoral do cineasta. Diferentemente de outros trabalhos de Bressane, como Miramar ou O Mandarim, que foram considerados distantes e sem vitalidade, Cleópatra apresenta uma energia única. Essa energia, embora não seja agressiva à percepção, revela ao espectador uma experiência visual rara. Para Vogner, o filme destaca-se por construir sua força poética a partir de imagens concretas, evitando abstrações excessivas, o que o aproxima da essência de alguns filmes do cinema mudo, como os de Georges Méliès, ou de obras minimalistas e profundamente significativas, como as de Carl Theodor Dreyer. A direção de fotografia de Walter Carvalho desempenha um papel essencial nesse projeto, subordinando-se à visão do cineasta em vez de se sobressair de forma autônoma. O resultado é uma luz que não apenas ilumina as cenas, mas também participa ativamente da criação do espírito poético do filme.

## Prêmios e indicações
| Lista de prêmios                    | Lista de prêmios             | Lista de prêmios   | Lista de prêmios |
| Premiação/Festival                  | Categoria                    | Recipiente(s)      | Resultado        |
| ----------------------------------- | ---------------------------- | ------------------ | ---------------- |
| Festival de Cinema de Brasília      | Melhor Filme                 | Cleópatra          | Venceu           |
| Festival de Cinema de Brasília      | Melhor Atriz                 | Alessandra Negrini | Venceu           |
| Festival de Cinema de Brasília      | Melhor Direção de Fotografia | Walter Carvalho    | Venceu           |
| Festival de Cinema de Brasília      | Melhor Direção de Arte       | Moa Batsow         | Venceu           |
| Festival de Cinema de Brasília      | Melhor Trilha Sonora         | Guilherme Vaz      | Venceu           |
| Festival de Cinema de Brasília      | Melhor Som                   | Leandro Lima       | Venceu           |
| Prêmio Guarani de Cinema Brasileiro | Melhor Atriz                 | Alessandra Negrini | Indicada         |
| Prêmio Guarani de Cinema Brasileiro | Melhor Figurino              | Ellen Milet        | Indicada         |
| Prêmio Guarani de Cinema Brasileiro | Melhor Maquiagem             | Moa Batsow         | Indicada         |
| Prêmio Contigo! de Cinema Nacional  | Melhor Atriz                 | Alessandra Negrini | Indicada         |
| Prêmio Contigo! de Cinema Nacional  | Melhor Figurino              | Ellen Milet        | Indicada         |